# Франссен, Юул
Юул Франссен (англ. Juul Franssen; род. 18 января 1990 Венло, Нидерланды) — нидерландская дзюдоистка, призёр чемпионата мира 2018 и 2019 годов в весовой категории до 63 кг и чемпионата Европы 2020 года.

## Биография
В январе 2010 года она официально стала соревноваться среди взрослых и ее цель была завоевать золотые медали в любимом виде спорта. В этом году она дебютирует на чемпионате Европы и становится пятой.
В 2012 году Франссен не прошла отбор на Олимпийские игры в Лондон.
В 2016 году получила право выступать на олимпийских играх в Рио-де-Жанейро, но в национальном олимпийском комитете Нидерландов выбор был сделан в пользу более опытной Энике ван Эмденове.
На чемпионате мира 2018 году в Баку, она завоевала первую для себя медаль на крупных мировых соревнованиях — бронзу в весовой категории до 63 кг.
На предолимпийском чемпионате мира 2019 года, который проходил в Токио завоевала бронзовую медаль, победив в поединке за третье место свою соотечественницу Санне Вермеер.
В 2020 году на чемпионате Европы в ноябре в чешской столице, Юул смогла завоевать бронзовую медаль турнира в категории до 63 кг. В полуфинале уступила французской спортсменке Кларисс Агбеньену.